# 玉液湖
玉液湖（藏語：གཡུ་ཡི་མཚོ，威利转写：g.yu yi mtsho，THL：Yuyi Tso）位于中国西藏自治区那曲市双湖县境内，地处双湖县北部，昆仑山南麓，可可西里山北麓，湖面海拔4850米，面积82.3平方公里。湖区气候寒冷干燥，年均气温-4～-2℃，年均降水量100毫米左右。湖水主要靠冰雪融水径流补给。